# Micropsectra lindrothi
Micropsectra lindrothi е вид насекомо от разред Двукрили (Diptera), семейство Хирономидни (Chironomidae).